# Szatmárhegy község
Szatmárhegy község (románul: Comuna Viile Satu Mare) község Szatmár megyében, Romániában. Központja Szatmárhegy, beosztott falvai Csonkástelep, Meddes, Résztelek, Tyirákpuszta.

## Népessége
A 2011-es népszámlálás adatai alapján a község népessége 3514 fő volt.